# Colorado Mammoth
Die Colorado Mammoth sind ein Team der nordamerikanischen National Lacrosse League (NLL) und haben ihren Sitz in Denver, Colorado. Das Franchise wurde ursprünglich im Jahr 1987 unter dem Namen Baltimore Thunder gegründet und existierte von 1999 bis 2002 als Pittsburgh CrosseFire und Washington Power. Seit 2003 ist das Franchise in Denver beheimatet.
Franchise-Identitäten
- 1987 bis 1999: Baltimore Thunder
- 2000: Pittsburgh CrosseFire
- 2001 bis 2002: Washington Power
- seit 2003: Colorado Mammoth

## Geschichte
2003 wurde eines der traditionsreichsten Franchises der NLL in Denver angesiedelt, dass 1987 die erstmals ausgespielte Meisterschaft der Eagle Pro Box Lacrosse League gewann. Die Liga änderte im Laufe der Jahre ihren Namen erst in Major Indoor Lacrosse League und schließlich in National Lacrosse League. 2000 war das Franchise nach Pittsburgh umgezogen und zwei Jahren darauf war es in Washington, D.C. beheimatet, ehe es nach Denver zog.
Das Team erreichte in den Saisons 2003 und 2004 Platz eins ihrer Division, doch in den Playoffs konnten sie den Erwartungen nicht gerecht werden.
2005 landeten sie nur auf dem dritten Platz der West Division und schieden auch gleich in der ersten Runde der Playoffs aus. 2006 lagen sie nach dem Ende der regulären Saison im Westen auf Platz zwei. In der Endrunde konnten sie sich mit Siegen in sehr engen Spielen bis ins Finale durchkämpfen, wo sie die Buffalo Bandits deutlich mit 16-9 schlugen und somit zum ersten Mal den Champion’s Cup gewannen.
Besitzer des Teams ist Stan Kroenke, dem auch die Colorado Avalanche aus der NHL, die Denver Nuggets aus der NBA und die Colorado Rapids aus der MLS gehören.
Der ehemalige Cheftrainer Gary Gait beendete seine aktive Karriere 2005 und ist der erste Spieler, dessen Nummer mit einem Banner an der Decke einer Arena geehrt wurde.

## Saisonergebnisse
| Saison         | Division  | S-N   | RS | Heim | Auswärts | ET  | GT  | Playoffs             |
| -------------- | --------- | ----- | -- | ---- | -------- | --- | --- | -------------------- |
| 2003           | Eastern   | 9-7   | 1. | 6-2  | 3-5      | 226 | 223 | Halbfinale           |
| 2004           | Western   | 13-3  | 1. | 7-1  | 6-2      | 223 | 173 | Divisions-Finale     |
| 2005           | Western   | 8-8   | 3. | 5-3  | 3-5      | 201 | 182 | Divisions-Halbfinale |
| 2006           | Western   | 10-6  | 2. | 6-2  | 4-4      | 200 | 172 | Meisterschaft        |
| Total          | 4 Saisons | 40-24 |    | 24-8 | 16-16    | 850 | 750 |                      |
| Playoff Totals |           | 4-3   |    | 3-1  | 1-2      | 97  | 94  |                      |

S-N = Siege-Niederlagen; RS = Divisions-Platzierung der Regulären Saison; ET = Erzielte Tore; GT = Gegentore; 

## Gesperrte Rückennummern
22 – Gary Gait (2005)
Diese Trikots hängen als Banner in der Ball Arena. Die Nummern werden an keinen Spieler der Colorado Mammoth mehr vergeben.